# 高橋美智子
高橋美智子（日文：たかはし みちこ）是日本木琴及敲擊樂演奏家。

## 經歷
1962年，高橋美智子在東京藝術大學音樂系畢業，並於 1964年完成碩士課程。高橋美智子因演奏 Ton de Leeuw 的“Midare for Marimba Solo”而享譽國際。 

1956年，高橋美智子獲全日本管樂個人賽冠軍。 

1973年在荷蘭Gaudeams國際當代音樂表演比賽中獲勝，獲得國際當代音樂獎。  

1975年，高橋美智子在海洋演奏會上獲得文化廳藝術節優秀獎、1979年獲小高獎。 1980年再次獲文化廳藝術節優秀獎。  

1998年獲得日本音響學會獎。  

2000年獲得中島賢三音樂獎。

## 演奏生涯
除了獨奏外，他還主持了高橋美智子馬林巴室內樂團、高橋美智子打擊藝術樂團和高橋美智子音響集團水晶樂團。他還與皇家音樂廳管弦樂團、荷蘭室內樂團、鹿特丹愛樂樂團、NHK 交響樂團、東京大都會交響樂團、東京交響樂團等國內外樂團合作演出。高橋美智子還接受了創造新樂器的挑戰，例如演奏低音馬林巴琴、玻璃製成的水晶馬林巴琴和日本第一台玻璃豎琴。

## 外部連結
- 高橋美智子 on YouTube